# Zelfklevende lijm
 Zelfklevende  of  kleefbandlijmen  zijn lijmen van afgebroken rubberachtige materialen met synthetische of natuurlijke harsen en weekmakers. De lijmverbinding komt tot stand door, na het op elkaar leggen van de lijmoppervlakken, druk uit te oefenen op de te lijmen delen. 

## Lijmmassa
Als lijmmassa kunnen worden gebruikt:
- polyvinylethers; bijvoorbeeld  poly(methylvinylether)
- polymere koolwaterstoffen
- polyacrylzure esters
- etheenvinylacetaat copolymeren

Zelfklevende tapes zijn gebaseerd op elastomeren met visco-elastische eigenschappen, die in drie hoofdgroepen verdeeld kunnen worden:
- rubber, onder te verdelen in:
  - natuurrubber
  - synthetisch rubber
- acryl
- siliconen

Binnen deze groepen bestaan zeer veel verschillende variaties, die het product bepaalde eigenschappen geven. De juiste keuze wordt bepaald door de soort ondergrond, de te verwachten levensduur, het al dan niet gemakkelijk verwijderbaar zijn, en externe invloeden zoals UV-licht, temperatuur en vocht.

## Toepassingen
Toepassingsgebieden zijn:
- zelfklevende tapes of folies, te onderscheiden in
  - enkelzijdig klevende tapes, zoals masking- en ducttapes
  - dubbelzijdig klevende tapes, zoals vloerbedekkings- en spiegeltape
- etiketten
- beveiligingszegels, bijvoorbeeld tegen onbevoegd openen van een apparaat (in bijvoorbeeld verband met vervallen garantie) of van een verpakking